# Yezoceryx qinlingensis
Yezoceryx qinlingensis är en stekelart som beskrevs av Wang 1993. Yezoceryx qinlingensis ingår i släktet Yezoceryx och familjen brokparasitsteklar. Inga underarter finns listade i Catalogue of Life.